# Briand de Lavieu
Pour les articles homonymes, voir Briand.
Briand de Lavieu (parfois sous la forme de Lagnieu), mort après 1316 au château de Mantaille, est un prélat français du XIVe siècle. Il est issu d'une famille de la noblesse du Forez, où la maison de Lavieu possède plusieurs terres sous le titre de vicomté.

## Biographie

### Origines
Briand de Lavieu est issu très probablement d'une branche cadette de la famille de Lavieu, appartenant à la moyenne noblesse du Forez.

### Carrière religieuse
Briand de Lavieu est chanoine-comte de Saint-Jean de Lyon, en 1274.
Il est élu archevêque de Vienne, le 6 juillet 1306. Son choix est fortement appuyé par le comte de Savoie et le pape, Clément V, dont il est un proche. Il succède à Guillaume de Livron mort quelques mois auparavant. Il est consacré évêque, par le pape, dans la ville de Bordeaux le 19 juillet 1306. Il est considéré comme un proche de la maison de Savoie. L'historien du XVIIe siècle, Nicolas Chorier, affirme qu'il existait une parenté entre le prélat et le comte de Savoie, sans que cela ne soit réellement prouvé. Au-delà, l'affinité avec le camp savoyard — la correspondance entre le prélat et la Savoie est nombreuse — le rend suspect aux Viennois. Dans la crainte qu'ils ne forment quelque tentative contre lui, il se retire pour quelque temps au château de la Bâtie, appelé aussi château de Saint-Sévère, parce qu'il se trouve situé au-dessus de l'église de ce nom.
Briand de Lagnieu est de retour de la Bâtie, après la mort d'Humbert Ier, lorsque Jean, son fils et successeur, fait hommage à l'église de Vienne, entre les mains de l'archevêque, pour le comté de Vienne et d'Albon. L'église de Vienne n'est plus alors feudataire de l'Empire.
L'archevêque-comte de Vienne avait ses officiers, et le chapitre les siens également. Souvent il y a des contestations entre les officiers de l'archevêque-comte et ceux du chapitre. Ces différends font sentir la nécessité de partager la juridiction, de même qu'on avait partagé les biens. Le partage est fait en 1309.
En 1305, Bertrand de Got est couronné pape Clément V et en 1308 il convoque un concile œcuménique à Vienne pour l'année 1311.  À mesure que le terme approche, ceux qui persécutent l'église de Vienne dans ses biens, craignant qu'elle n'en porte plainte au concile,  cherchent à se raccommoder avec elle. Le dauphin Jean II de Vienne contracte un traité d'alliance avec l'archevêque-comte et son église, et s'oblige à secourir de toutes ses forces et en toute occasion l'archevêque-comte et son église, et à entretenir à ses frais cent bons soldats bien armés.
Le concile de Vienne se réunit entre octobre 1311 et mai 1312 pour discuter de l'avenir de l'Ordre du Temple.

### Assassinat
La date de sa mort n'est pas connue précisément. Roger Lauxerois, ancien conservateur des musées de la ville de Vienne (1988), avance l'année 1318, même si le dernier acte signé par l'archevêque-comte remonte à avril 1316. Bruno Galland nous indique que son secrétaire, partisan du Dauphin, l'assassine.